# My Morning Jacket
I My Morning Jacket sono una band statunitense di Louisville, fondata da Jim James (voce) e Tom Blankenship (basso) nel 1998.

## Storia
I My Morning Jacket si sono formati nel 1998 a Louisville, nel Kentucky, dal frontman e cantante Jim James, dal bassista Tom Blankeship, dal chitarrista Johnny Quaid e dal batterista J. Glenn, iniziando come band emo-punk con il nome di Winter Death Club, cambiando ufficialmente nome nel 1998 nell'attuale My Morning Jacket. Debuttano con l'album The Tennessee Fire nel maggio 1999, e l'anno successivo aggiungono alla formazione il tastierista Danny Cash. Il secondo album At Dawn viene pubblicato nel 2001 e lo stesso anno J. Glenn venne rimpiazzato da Chris "KG" Guetig, che a sua volta fu sostituito da Patrick Hallahan, amico di infanzia di Jim.
Nel 2002 firmano con la ATO Records e nel 2003 pubblicano It Still Moves, seguito dal loro primo live Acoustic Citsuoca. Nel 2004 Quaid e Cash lasciano la band, venendo rimpiazzati rispettivamente da Carl Broemel e Bo Koester. Nel novembre 2004 la band pubblicò due compilation: Early Recordings Chapter 1 - The Sandworm Comet e Early Recordings Chapter 2 - Learning. Nell'ottobre 2005 esce Z, il loro album più famoso e controverso, etichettato Sony BMG.
Nell'agosto 2007 aprono per i Pearl Jam al Lollapalooza e registrano l'album Evil Urges, che viene pubblicato nel giugno 2008. Si esibiscono al Coachella Valley Music and Arts Festival e al Bonnaroo Music Festival.
Evil Urges riceve una candidatura al Grammy come "miglior album alternative rock". In occasione del Record Store Day 2009 pubblicano l'EP Celebración de la Ciudad Natal.
Tra il 2010 e il 2011 Jim James collabora con diversi artisti come Booker T. Jones, Laura Veirs, Dr. Dog e Nicole Atkins, mentre Broemel lavora con Wanda Jackson e Abigail Washburn.
Nel maggio 2011 pubblicano l'album Circuital, sesto album in studio prodotto da Jim James e Tucker Martine. Nel 2014 il gruppo lavora con John Fogerty nell'album Wrote a Song for Everyone.
Nel marzo 2015 annunciano la pubblicazione del settimo disco The Waterfall, che viene pubblicato nel maggio dello stesso anno.

## Formazione

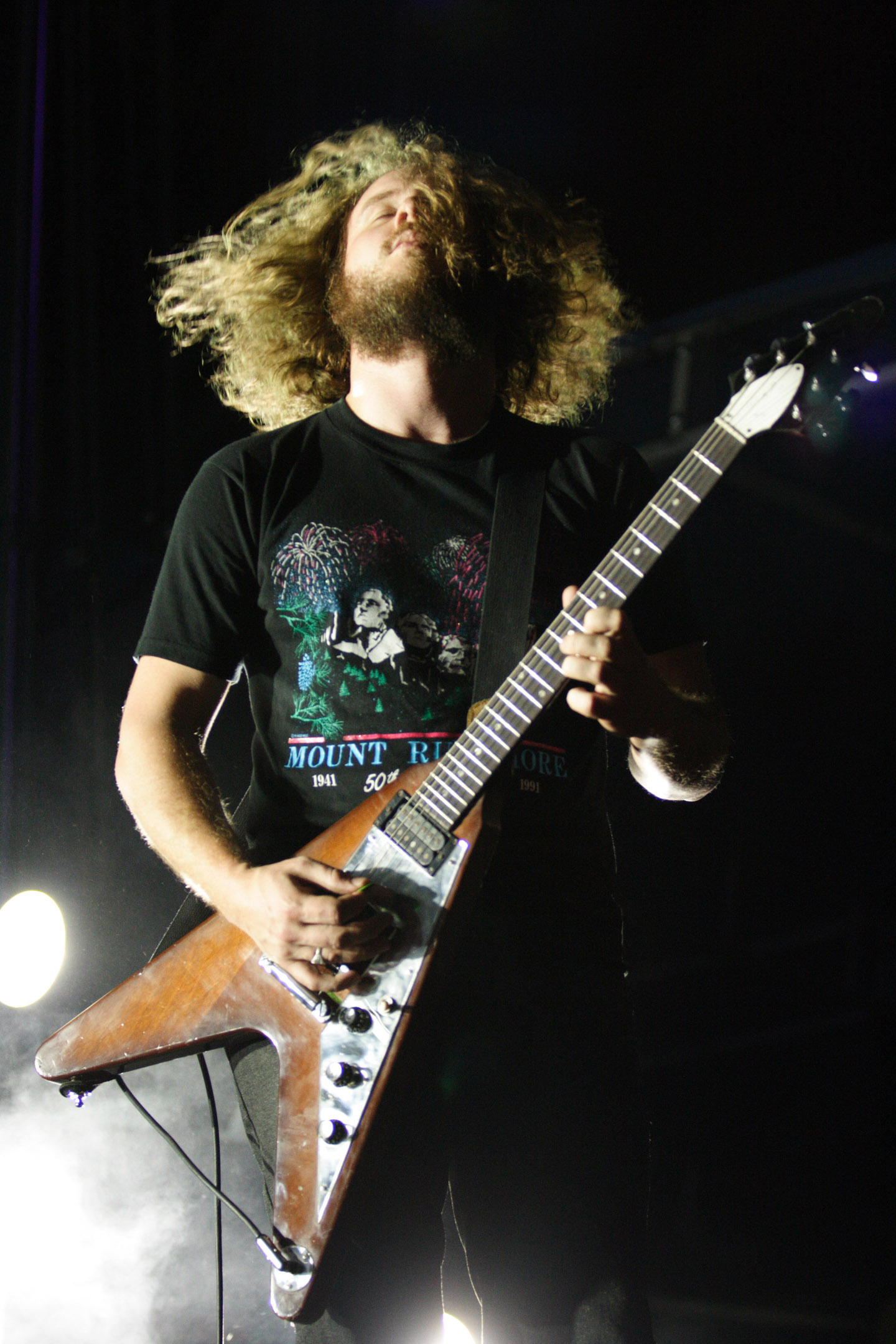
Jim James si esibisce al Langerado Music Festival, 2007

### Attuali
- Jim James – voce, chitarra (1998–presente)
- Tom Blankenship – basso (1998–presente)
- Patrick Hallahan – batteria (2002–presente)
- Bo Koster – tastiere (2004–presente)
- Carl Broemel – chitarra (2004–presente)

### Ex componenti
- Johnny Quaid – chitarra (1998–2004)
- Danny Cash – tastiere (2000–2004)
- J. Glenn – batteria (1998–2000)
- Chris "KC" Guetig – batteria (2000–2002)

## Discografia

### Album studio
- The Tennessee Fire (maggio 1999)
- At Dawn (marzo 2001 - UK numero 189[1])
- It Still Moves (9 settembre 2003 - US numero 121,[2] UK numero 62,[3] SWE numero 53[4])
- Z (4 ottobre 2005 - US numero 67,[5] UK numero 74,[3] BEL numero 71[6])
- Evil Urges (10 giugno 2008 - US numero 9,[7] UK numero 125,[1] NED numero 70, BEL numero 34, SWE numero 55[8])
- Circuital (31 maggio 2011 - US numero 5, CAN numero 15,[9] UK numero 60,[3] NED numero 91, BEL numero 61, SWE numero 12, NOR numero 22, ESP numero 67[10])
- The Waterfall (maggio 2015)
- The Waterfall II (luglio 2020)
- My Morning Jacket (2021)
- is (2025)

### Album live
- Okonokos (26 settembre 2006 - US numero 131[11])
- Live from Las Vegas Exclusively at The Palms (13 gennaio 2009 - US numero 94[12])
- Celebración de la Ciudad Natal (18 aprile, 2009, Record Store Day 2009 exclusive)[13]

### Compilation
- Sweatbees (maggio 2003; Australian version)
- Early Recordings: Chapter 1: The Sandworm Cometh (novembre 2004)
- Early Recordings: Chapter 2: Learning (novembre 2004)
- At Dawn/Tennessee Fire Demos Package (giugno 2007)

### Singoli
- Run Thru (novembre 2003)
- Off the Record (ottobre 2005)
- I'm Amazed (6 maggio 2008)
- Holdin' On To Black Metal (26 aprile 2011 - numero 49 US Billboard Rock Songs[14])

### EP
- Heartbreakin Man (maggio 2000)
- My Morning Jacket Does Bad Jazz (luglio 2000)
- We Wish You a Merry Christmas and a Happy New Year! a.k.a. My Morning Jacket Does Xmas Fiasco Style! (ottobre 2000, US version)
- We Wish You a Merry Christmas and a Happy New Year! a.k.a. My Morning Jacket Does Xmas Fiasco Style! (dicembre 2000, EU version)
- My Morning Jacket Does Gold Hole (gennaio 2001)
- Split EP (with Songs: Ohia) (aprile 2002)
- Chocolate and Ice (aprile 2002)
- Sweatbees (novembre 2002; UK version)
- Acoustic Citsuoca (maggio 2004)

### DVD
- Okonokos (DVD) (ottobre 2006)